# Aree protette dell'Australia Occidentale
Aree protette dell'Australia Occidentale

## Parchi nazionali
- Parco nazionale Alexander Morrison
- Parco nazionale Avon Valley
- Parco nazionale di Badgingarra
- Parco nazionale Beedelup
- Parco nazionale Beelu
- Parco nazionale Boorabin
- Parco nazionale Brockman
- Parco nazionale Cape Arid
- Parco nazionale Cape Le Grand
- Parco nazionale Cape Range
- Parco nazionale Collier Range
- Parco nazionale D'Entrecasteaux
- Parco nazionale delle grotte di Drovers
- Parco nazionale del fiume Drysdale
- Parco nazionale Eucla
- Parco nazionale del fiume Fitzgerald
- Parco nazionale Francois Peron
- Parco nazionale Frank Hann
- Parco nazionale Geikie Gorge
- Parco nazionale Gloucester
- Parco nazionale Goongarrie
- Parco nazionale Gooseberry Hill
- Parco nazionale Greenmount
- Parco nazionale Gull Rock
- Parco nazionale Hassell
- Parco nazionale Hidden Valley
- Parco nazionale John Forrest
- Parco nazionale Kalamunda
- Parco nazionale Kalbarri
- Parco nazionale Karijini
- Parco nazionale Leeuwin-Naturaliste
- Parco nazionale Lesueur
- Parco nazionale marino di Marmion
- Parco nazionale Millstream-Chichester
- Parco nazionale Mirima
- Parco nazionale del fiume Mitchell
- Parco nazionale del fiume Moore
- Parco nazionale del monte Augustus
- Parco nazionale del monte Frankland
- Parco nazionale di Nambung
- Parco nazionale Neerabup
- Parco nazionale Peak Charles
- Parco nazionale Porongurup
- Parco nazionale Purnululu
- Parco nazionale Scott
- Parco nazionale Serpentine
- Parco nazionale Shannon
- Parco nazionale Sir James Mitchell
- Parco nazionale Stirling Range
- Parco nazionale Stokes
- Parco nazionale Torndirrup
- Parco nazionale Tuart Forest
- Parco nazionale Tunnel Creek
- Parco nazionale Walpole-Nornalup
- Parco nazionale Walyunga
- Parco nazionale Warren
- Parco nazionale Watheroo
- Parco nazionale Waychinicup
- Parco nazionale West Cape Howe
- Parco nazionale William Bay
- Parco nazionale Windjana Gorge
- Parco nazionale Wolfe Creek Meteorite Crater
- Parco nazionale Yalgorup
- Parco nazionale Yanchep

## Parchi naturali regionali
- Riserva naturale regionale di Beeliar
- Riserva naturale regionale del fiume Canning
- Riserva naturale regionale di Darling Range
- Riserva naturale regionale del Lago Herdsman
- Riserva naturale regionale dei Laghi Rockingham
- Riserva naturale regionale di Woodman Point
- Riserva naturale regionale di Yellagonga

## Riserve
- Lane-Poole Reserve
- Monkey Mia Reserve

### Riserve Marine
- Hamelin Pool Marine Nature Reserve
- Ningaloo Marine Park
- Rowley Shoals Marine Park
- Shark Bay Marine Park
- Shoalwater Islands Marine Park
- Swan Estuary Marine Park

## Altro
- Dryandra Woodland
- Kennedy Range National
- Two Peoples Bay